# Stendhal
Stendhal, pseudonym for Marie-Henri Beyle (født i Grenoble 23. januar 1783, død i Paris 23. marts 1842), var en af det 19. århundredes største franske forfattere på niveau med Honoré de Balzac og Victor Hugo. Han er berømt for romanerne Rødt og sort (Le Rouge et le Noir), Hoffet i Parma (La Chartreuse de Parme) og den ufuldendte roman Lucien Leuwen.
Stendhal blev bemærket og rost af den etablerede Balzac, men hans værker fik først succes mod slutningen af 1800-tallet. Han lægger navn til Stendhalsyndromet.